# Раутиайнен, Тимо (штурман)
Тимо Раутиайнен (фин. Timo Rautiainen; род. 13 ноября 1964, Эспоо, Финляндия) — профессиональный раллийный штурман. Двукратный чемпион мира по ралли (вместе с Маркусом Гронхольмом): 2000, 2002

## Карьера
Тимо Раутиайнен оказался вовлечён в автоспорт ещё в юности. Живя в Киркконумми, он вначале просто наблюдал за местными раллийными соревнованиями, а через некоторое время стал выполнять обязанности механика в команде своего приятеля.
В 1988 году лучший друг Раутиайнена, Микко Каллиомаа, решил принять участие в молодёжном чемпионате Финляндии по ралли и попросил Тимо стать его штурманом. Они выступали на автомобиле Lancia Delta, подготовленном в рамках технических требований группы N, одержали несколько побед и заняли второе место в чемпионате, уступив только Маркусу Гронхольму.
В 1989 году Каллиомаа и Раутиайнен участвовали в Открытом чемпионате Германии по ралли. Однако после нескольких этапов Тимо был вынужден вернуться в Финляндию по финансовым причинам.
В середине 1990 года Раутиайнен начал своё сотрудничество с Маркусом Гронхольмом в чемпионате Финляндии, где они выступали на N-групповой Toyota Celica. Их партнерство продолжалось около года, пока спонсор Гронхольма не пожелал видеть рядом со своим протеже более опытного штурмана.
Затем в спортивной карьере Раутиайнена наступил четырёхлетний перерыв.
В 1995 году Гронхольм предложил Тимо возобновить сотрудничество, и они стали участвовать в чемпионате мира — вначале лишь на отдельных его этапах, а затем уже на постоянной основе в составе заводских команд Peugeot и Ford. Они неизменно выступали вместе на протяжении более десяти лет. В этом тандеме финские гонщики одержали 30 побед, дважды (в 2000 и 2002 годах) завоевали чемпионский титул и два раза (в 2006 и 2007 годах) становились вице-чемпионами.
По окончании сезона-2007 Раутиайнен, равно как и Гронхольм, завершил свою профессиональную карьеру в чемпионате мира по ралли. В порядке исключения они приняли участие в Ралли Португалии (в апреле 2009 года) и Ралли Швеции (в феврале 2010).

## Семья
Тимо Раутиайнен женат на Микаэле, родной сестре Маркуса Гронхольма. У них двое детей.

## Результаты (2000—2007)
| Год  | Команда                  | Автомобиль           | 1        | 2        | 3        | 4        | 5        | 6        | 7        | 8        | 9        | 10       | 11       | 12       | 13    | 14       | 15       | 16       | Место | Очки |
| ---- | ------------------------ | -------------------- | -------- | -------- | -------- | -------- | -------- | -------- | -------- | -------- | -------- | -------- | -------- | -------- | ----- | -------- | -------- | -------- | ----- | ---- |
| 2000 | Peugeot Esso             | Peugeot 206 WRC      | МОН Сход | ШВЕ 1    | КЕН Сход | ПОР 2    | ИСП 5    | АРГ 2    | ГРЕ Сход | НЗЛ 1    | ФИН 1    | КИП Сход | ФРА 5    | ИТА 4    | АВС 1 | ВЕЛ 2    |          |          | 1     | 65   |
| 2001 | Peugeot Total            | Peugeot 206 WRC      | МОН Сход | ШВЕ Сход | ПОР 3    | ИСП Сход | АРГ Сход | КИП Сход | ГРЕ Сход | КЕН Сход | ФИН 1    | НЗЛ 5    | ИТА 7    | ФРА Сход | АВС 1 | ВЕЛ 1    |          |          | 4     | 36   |
| 2002 | Peugeot Total            | Peugeot 206 WRC      | МОН 5    | ШВЕ 1    | ФРА 2    | ИСП 4    | КИП 1    | АРГ ДСК  | ГРЕ 2    | КЕН Сход | ФИН 1    | ГЕР 3    | ИТА 2    | НЗЛ 1    | АВС 1 | ВЕЛ Сход |          |          | 1     | 77   |
| 2003 | Marlboro Peugeot Total   | Peugeot 206 WRC      | МОН 13   | ШВЕ 1    | ТУР 9    | НЗЛ 1    | АРГ 1    | ГРЕ Сход | КИП Сход | ГЕР 2    | ФИН Сход | АВС Сход | ИТА Сход | ФРА 4    | ИСП 6 | ВЕЛ Сход |          |          | 6     | 46   |
| 2004 | Marlboro Peugeot Total   | Peugeot 307 WRC      | МОН 4    | ШВЕ 2    | МЕК 6    | НЗЛ 2    | КИП ДСК  | ГРЕ Сход | ТУР 2    | АРГ Сход | ФИН 1    | ГЕР Сход | ЯПО 4    | ВЕЛ Сход | ИТА 7 | ФРА 4    | ИСП 2    | АВС Сход | 5     | 62   |
| 2005 | Marlboro Peugeot Total   | Peugeot 307 WRC      | МОН 5    | ШВЕ Сход | МЕК 2    | НЗЛ 2    | ИТА 3    | КИП Сход | ТУР 3    | ГРЕ 4    | АРГ 2    | ФИН 1    | ГЕР 3    | ВЕЛ Сход | ЯПО 1 | ФРА Сход | ИСП Сход | АВС Сход | 3     | 71   |
| 2006 | BP Ford World Rally Team | Ford Focus RS WRC 06 | МОН 1    | ШВЕ 1    | МЕК 8    | ИСП 3    | ФРА 2    | АРГ 10   | ИТА Сход | ГРЕ 1    | ГЕР 3    | ФИН 1    | ЯПО 2    | КИП 2    | ТУР 1 | АВС 5    | НЗЛ 1    | ВЕЛ 1    | 2     | 111  |
| 2007 | BP Ford World Rally Team | Ford Focus RS WRC 06 | МОН 3    | ШВЕ 1    | НОР 2    | МЕК 2    | ПОР 4    | АРГ 2    | ИТА 1    | ГРЕ 1    |          |          |          |          |       |          |          |          | 2     | 112  |
| 2007 | BP Ford World Rally Team | Ford Focus RS WRC 07 |          |          |          |          |          |          |          |          | ФИН 1    | ГЕР 4    | НЗЛ 1    | ИСП 3    | ФРА 2 | ЯПО Сход | ИРЛ Сход | ВЕЛ 2    | 2     | 112  |